# 静岡県道68号浜北三ケ日線
静岡県道68号浜北三ケ日線（しずおかけんどう68ごう はまきたみっかびせん）は、静岡県浜松市を通る県道（主要地方道）である。

## 概要
浜松市浜名区北部から浜名湖北側にかけての山間部を経由している。新東名高速道路ならびに同引佐連絡路がおおむね並行しており、国道257号との重複区間にある浜松いなさICで接続している。同市浜名区内にある風越峠は狭隘な山道である。

### 路線データ
- 起点：静岡県浜松市浜名区宮口（天竜浜名湖鉄道 宮口駅）
- 終点：静岡県浜松市浜名区三ヶ日町岡本（国道301号交点）
- 総延長：37.7 km

## 歴史
- 1982年（昭和57年）10月30日 - 認定[1]。
- 1993年（平成5年）5月11日 - 建設省から、県道浜北三ケ日線が浜北三ヶ日線として主要地方道に指定される[2]。

## 路線状況

### 重複区間
- 国道362号（浜松市浜名区宮口 - 浜松市浜名区宮口・麁玉小学校南交差点）
- 静岡県道296号熊小松天竜川停車場線（浜松市浜名区宮口・麁玉小学校南交差点 - 浜松市浜名区宮口）
- 静岡県道299号渋川都田停車場線（浜松市浜名区大平 - 浜松市浜名区引佐町東久留女木）
- 国道257号（浜松市浜名区引佐町伊平 - 浜松市浜名区引佐町東黒田）
- 静岡県道303号新城引佐線（浜松市浜名区引佐町狩宿 - 浜松市浜名区引佐町奥山）
- 静岡県道308号鳳来三ヶ日線（浜松市浜名区三ヶ日町只木 - 浜松市浜名区三ヶ日町福永）

## 地理

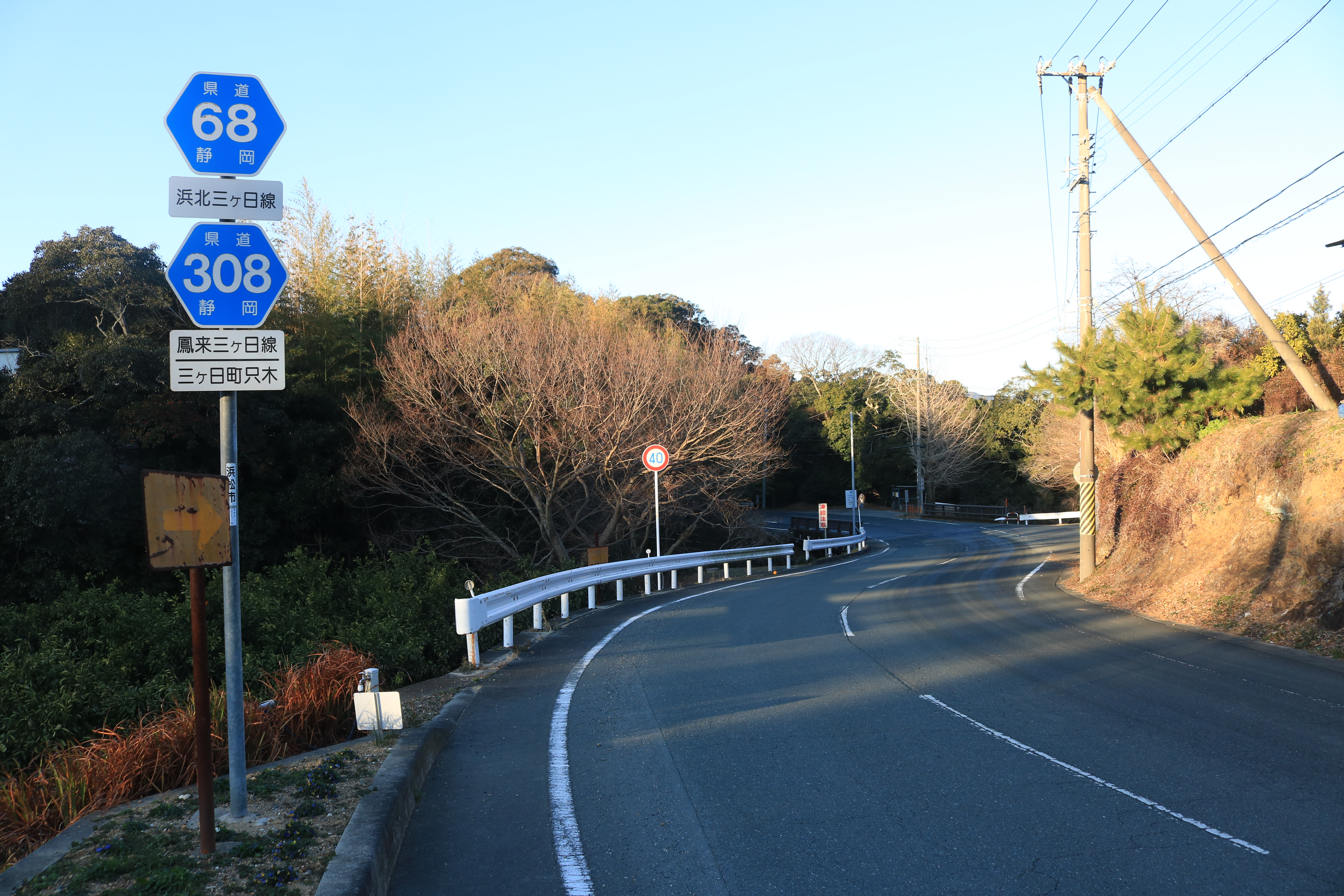
静岡県道308号鳳来三ヶ日線との重複区間、浜松市浜名区三ケ日町只木

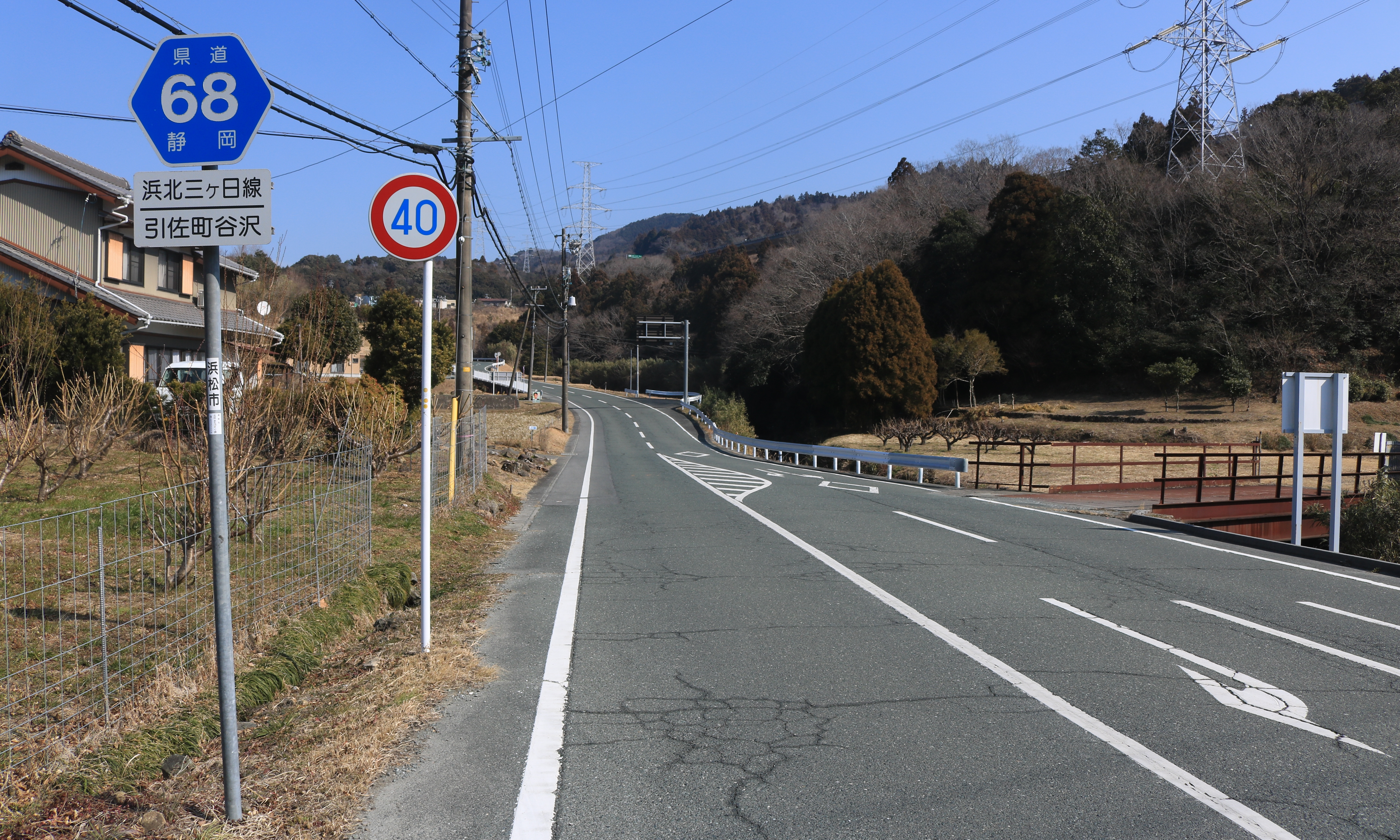
静岡県道68号浜北三ケ日線、浜松市浜名区引佐町谷沢

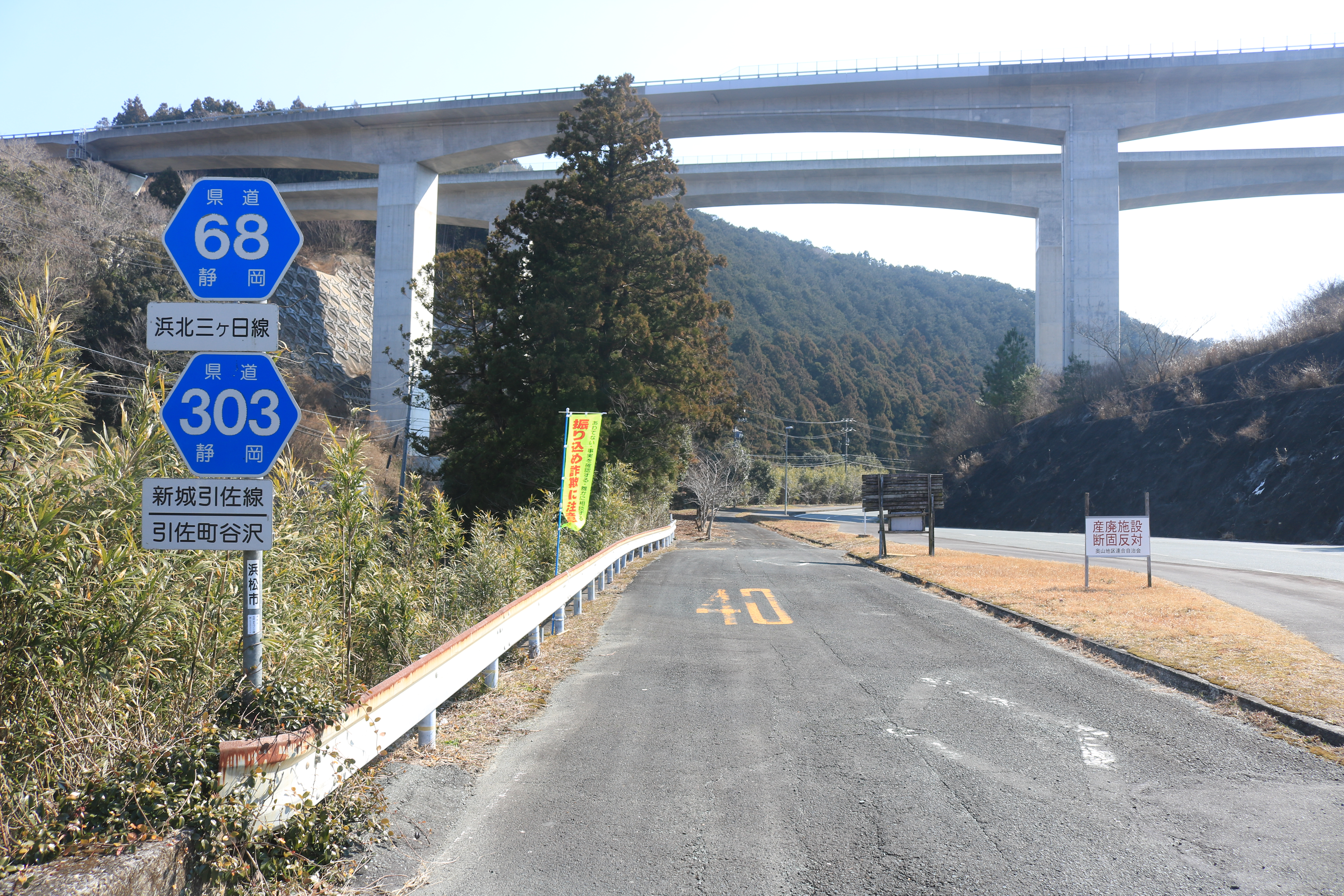
静岡県道303号新城引佐線との重複区間、浜松市浜名区引佐町谷沢、前方に新東名高速道路

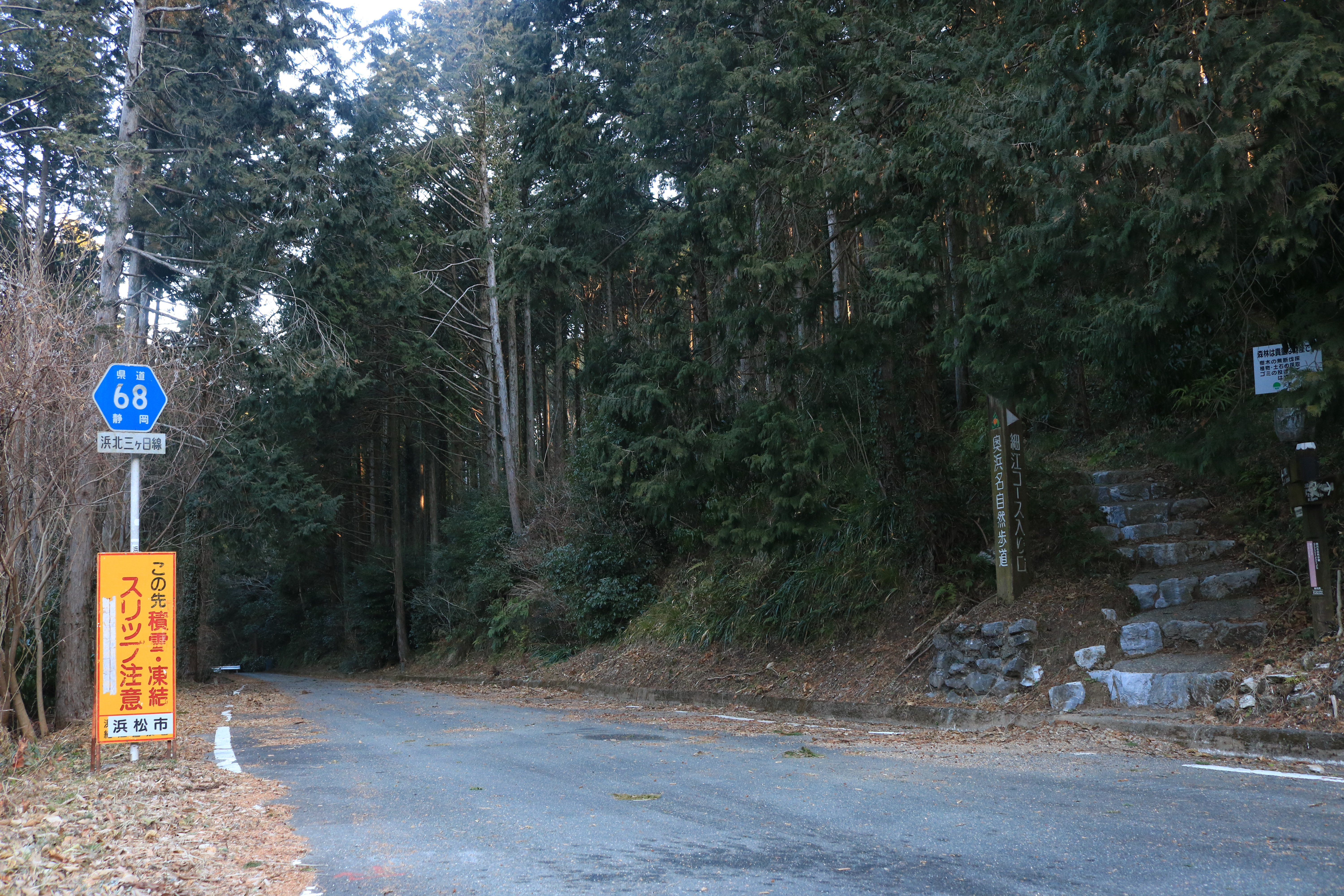
風越峠、浜松市浜名区引佐町奥山で奥浜名自然歩道と交差する

### 通過する自治体
- 浜松市（浜名区）

### 交差する道路
- 国道362号（浜松市浜名区宮口）
- 国道362号・静岡県道296号熊小松天竜川停車場線（浜松市浜名区宮口・麁玉小学校南交差点）
- 静岡県道296号熊小松天竜川停車場線（浜松市浜名区宮口）
- （E1A 新東名高速道路 浜松SIC）（浜松市浜名区四大地、市道経由で接続）
- 静岡県道299号渋川都田停車場線（浜松市浜名区大平）
- 静岡県道299号渋川都田停車場線（浜松市浜名区引佐町東久留女木）
- 国道257号（浜松市浜名区引佐町伊平）
- E1A 新東名高速道路 引佐連絡路 浜松いなさIC（浜松市浜名区引佐町東黒田）
- 国道257号（浜松市浜名区引佐町東黒田）
- 静岡県道303号新城引佐線（浜松市浜名区引佐町狩宿）
- 静岡県道303号新城引佐線（浜松市浜名区引佐町奥山）
- 静岡県道308号鳳来三ヶ日線（浜松市浜名区三ヶ日町只木）
- 静岡県道308号鳳来三ヶ日線（浜松市浜名区三ヶ日町福永）
- 国道301号（浜松市浜名区三ヶ日町岡本、終点）

### 沿線
- 天竜浜名湖鉄道 宮口駅
- 静岡県立森林公園
- 都田川ダム（いなさ湖）
- いなさゴルフ倶楽部
- 方広寺（奥山半僧坊）
- 奥山ボタン園
- 風越峠（標高260m）
- 三ヶ日人只木遺跡